# Gesellschaft zur Rechtlichen und Humanitären Unterstützung

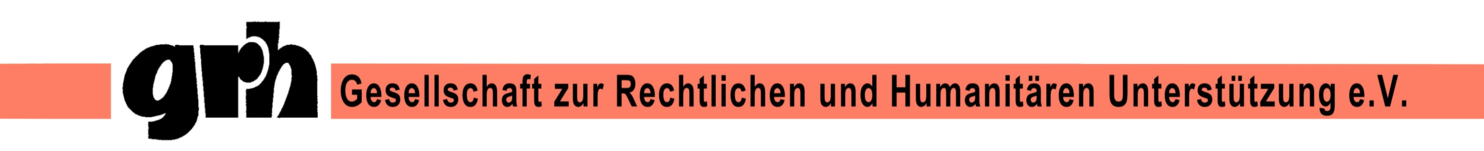
Logo

Der eingetragene Verein Gesellschaft zur Rechtlichen und Humanitären Unterstützung (kurz GRH) ist eine Lobbyorganisation von Angehörigen der Bewaffneten Organe der DDR und anderer DDR-Funktionäre. Er wurde 1993 gegründet und hat seinen Sitz in Berlin. Die Gemeinnützigkeit, die der Verein im Jahr 2007 laut eigenen Publikationen hatte, ist ihm nach eigener Angabe aus dem Jahr 2012 „schon lange“ aberkannt worden.
Große Teile seiner Arbeit werden als Verharmlosung von DDR-Unrecht betrachtet. Der Politikwissenschaftler Eckhard Jesse konstatiert, dieser Organisation gehe es um „primitive DDR-Apologie“.

## Gründung
Ehemalige DDR-Minister, Stasi-Offiziere und DDR-Grenzsoldaten gründeten die GRH am 19. Mai 1993 in Berlin vor dem Hintergrund verschiedener Strafverfahren zur Aufarbeitung von DDR-Unrecht. Initiatoren waren Frank Osterloh und Jürgen Strahl, die sich seit 1990 als Anwälte auf die Verteidigung  dieses Personenkreises spezialisiert hatten. Über die GRH sollte juristische, finanzielle und politische Unterstützung für die ehemaligen Systemträger erfolgen. 2009 hatte die GRH etwa 1400 Mitglieder, darunter viele ehemalige Spitzenfunktionäre der SED, beispielsweise Egon Krenz, Angehörige der Grenztruppen, systemnahe Wissenschaftler und Mitarbeiter des Ministeriums für Staatssicherheit der DDR, darunter auch der letzte Chef des MfS, Wolfgang Schwanitz.

## Selbstverständnis
Nach ihrer Satzung vom Oktober 2004 hat die GRH unter anderem das Ziel, Personen zu unterstützen, die „wegen der (Tätigkeit) im Rahmen der Verfassung und der Rechtsordnung der Deutschen Demokratischen Republik einer Strafverfolgung ausgesetzt oder davon bedroht sind“. Ihr besonderes Augenmerk gilt Angehörigen der Grenztruppen, des Ministeriums für Staatssicherheit, der Nationalen Volksarmee und des DDR-Innenministeriums. Menschenrechtsverletzungen der Staatssicherheit werden von der Gesellschaft relativiert.
Die GRH forderte die Einstellung der Prozesse gegen ehemalige Führungskader der SED und der DDR-Staatssicherheit. Bei diesen Prozessen wurden Anklagepunkte verhandelt, die zum Teil schon gegen DDR-Recht verstießen. Die Prozesse werden von den Altkadern der GRH als „Siegerjustiz“ bezeichnet.
Der Verein versteht sich dabei als Lobbyorganisation für ihre Gruppenanliegen und als Unterstützer exponierter Mitglieder.
Eine weitere Zielgruppe sind solche Personen, die im Staatsdienst für die DDR durch Straftaten Dritter zu Schaden kamen.

## Einordnung
Marianne Birthler wirft der GRH vor, die DDR-Geschichte schönzureden und die Tätigkeit des MfS zu verharmlosen. Ein Bericht des Berliner Verfassungsschutzes kommentiert: „Ein mangelndes Unrechtsbewusstsein zeigt sich bereits darin, dass Begriffe wie Stasi-Unrecht, westliche Demokratie und Menschenrechte, Verbrechen des MfS sowie Opfer des Stalinismus und SED-Regimes (in der Verbandszeitschrift der GRH) jeweils in Anführungszeichen gesetzt werden.“ Die GRH verteidigt auch die gezielten Schüsse auf DDR-Flüchtlinge (siehe Schießbefehl).
Der Berliner Verfassungsschutz attestiert dem Verein Feindlichkeit gegenüber der bundesdeutschen Justiz, sieht aber keine rechtliche Handhabe für eine Beobachtung von GRH und GBM. Es gebe keine Anhaltspunkte dafür, dass die GRH die freiheitlich-demokratische Grundordnung beseitigen wolle.
Politikwissenschaftler werfen dem Verein eine primitive DDR-Apologie, Geschichtsklitterung und Geschichtsrevisionismus vor. Hubertus Knabe bezeichnet die GRH als „Hilfsverband für Staatskriminelle“, es handele sich um einen Solidaritätsverein für an Straftaten beteiligte Funktionäre.
Der damalige Berliner Innensenator Ehrhart Körting verglich die GRH 2006 mit den Freundschaftsverbänden der Waffen-SS.
Der Verein agitiert gegen die Gedenkstätte Berlin-Hohenschönhausen und die Aufarbeitung der DDR-Geschichte.

## Organisation
Die Geschäftsstelle befindet sich im Verlagsgebäude Neues Deutschland.
Die GRH organisiert sich in „Territoriale Aktionsgruppen“ (TAG) als Basiseinheiten. Daneben existieren Arbeitsgemeinschaften, zum Beispiel:
- AG Sport: Beschäftigt sich mit den Methoden im DDR-Spitzensport und insbesondere dem Thema Doping.
- AG Grenze: In den 1990er Jahren richteten sich die Aktivitäten gegen die Versuche der Justiz, die Verbrechen an der innerdeutschen Grenze strafrechtlich aufzuarbeiten.[14]
- AG Aufklärer: Fungiert als heimliche Schaltstelle früherer Stasi-Offiziere.[15]

Unterstützt wird die Organisation unter anderem von der Deutschen Kommunistischen Partei.
Die Mitgliedschaft ist stark überaltert, ein Großteil der Mitglieder war 2007 über 70 Jahre alt.
Der Verein war Mitglied im inzwischen aufgelösten Verein Gesellschaft zum Schutz von Bürgerrecht und Menschenwürde und ist Mitglied im Verein Ostdeutsches Kuratorium von Verbänden.

### Vorsitzende (unvollständig)
- 1994–2003 Hans Reichelt
- seit 2005 Hans Bauer

## Umstrittene Aktionen
Der Verein unternahm eine Reihe umstrittener Aktionen. Insbesondere Verbände von Opfern der DDR-Diktatur halten ihr Geschichtsrevisionismus und Verhöhnung von Personen vor, die in der DDR unter widerrechtlichen Maßnahmen der Behörden zu leiden hatten.
- Bekannte Mitglieder der GRH störten wiederholt Diskussionsveranstaltungen und Gedenkstunden durch massives Auftreten, verhöhnten Opfer der DDR-Justiz  und verbreiteten offensichtliche Geschichtsfälschungen.[16][17]

Es gibt Berichte über einschüchternde und Drohanrufe bei Privatpersonen und bei der Politikerin Karin Seidel-Kalmutzki. Vereinsmitglieder schmähten ihre früheren Opfer.